# 普雷努瓦
普雷努瓦（法語：Presnoy，法語發音：[pʁɛnwa]）是法国卢瓦雷省的一个市镇，位于该省中东部，属于蒙塔日区。

## 地理
普雷努瓦（47°57'24"N, 2°33'18"E）面积7.72 平方千米，位于法国中央-卢瓦尔河谷大区卢瓦雷省，该省份为法国中北部省份，北起埃松省，西北接厄尔-卢瓦省，西南接卢瓦-谢尔省，南至涅夫勒省和谢尔省，东临约讷省，东北接塞纳-马恩省。
与普雷努瓦接壤的市镇（或旧市镇、城区）包括：维勒穆捷、加蒂奈地区欧维利耶、加蒂奈地区沙伊、于亚尔河畔舍维永、蒂莫里。

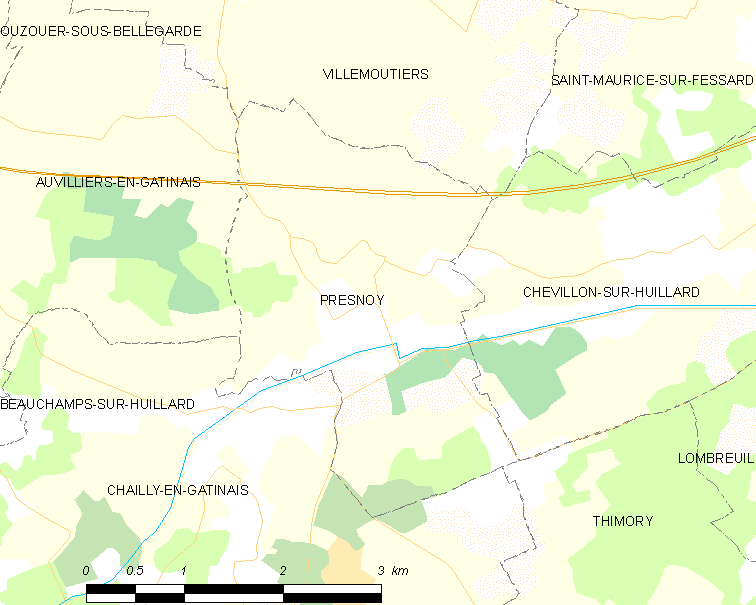
普雷努瓦的OSM定位图

普雷努瓦的时区为UTC+01:00、UTC+02:00（夏令时）。

## 行政
普雷努瓦的邮政编码为45260，INSEE市镇编码为45256。

## 政治
普雷努瓦所属的省级选区为洛里斯县。

## 人口

1962-2008年间普雷努瓦人口变化图示

普雷努瓦于2022年1月1日时的人口数量为256人。